# Corrientes (ciutat)
Corrientes - pronunciat [koˈrjentes], anomenada Taragüí en guaraní, literalment: "corrents", "cursos d'aigua" - és la capital de la província argentina de Corrientes, situada a la riba oriental del riu Paraná, a uns 1,000 km (621 mi) de Buenos Aires i 300 km (186 mi) de Posadas, a la Ruta Nacional 12. En el cens del 2010 el Departament Capital de Corrientes tenia 356.314 habitants. Es troba davant de la seva ciutat bessona, Resistencia, a la Província del Chaco.
Corrientes té una barreja d'arquitectura colonial i moderna, diverses esglésies i diversos lapachos, ceibo, jacaranda i tarongers. També acull una de les celebracions de carnaval més grans del país.

## Geografia
La temperatura mitjana anual és de 21.3 °C (70.3 °F). Les precipitacions anuals ronden els 1,500 mil·limetres (59 in). El subtipus climàtic de Köppen per a aquest clima és "Cfa" (clima subtropical humit). Les glaçades són rares; les dates de la primera i última gelada són el 5 i el 12 de juliol respectivament, cosa que indica que la major part de l'any està lliure de gelades. La temperatura més alta registrada va ser de 43.3 °C (109.9 °F) el 30 de setembre de 2020 i l'endemà, es va tornar a batre el rècord històric amb 43.5 °C (110.3 °F). La temperatura més baixa mai registrada fou de −2.8 °C (27.0 °F) el 15 de juny de 1979.
El pont Belgrano creua el riu Paraná que serveix de frontera natural amb la veïna província del Chaco. A l'altra banda del pont hi ha Resistencia, capital del Chaco. A l'oest i aigües amunt del Paranà, entre el Paraguai i l'Argentina, es troba la presa de Yaciretá, un dels majors generadors hidroelèctrics del món.
L' aeroport internacional Doctor Fernando Piragine de Niveyro (codi IATA: CNQ, codi OACI: SARC) a coordenades27° 26′ 20″ S, 58° 46′ 03″ O / 27.43889°S,58.76750°O, 5 km (3 mi) lluny de la ciutat, dona servei a la ciutat.
La línia ferroviària de via estreta del Ferrocarril Económico Correntino fins a Mburucuyá va funcionar del 1912 fins al 1927.
La ciutat s'estructura en diversos barris:
- 17 de Agosto
- 3 de Abril
- 9 de Julio
- 25 de Mayo
- 215 Viviendas
- 1000 Viviendas
- Aldana
- Alta Gracia
- Anahí
- Antártida Argentina
- Apipé
- Arazatí
- Ayuda Mutua
- Bancario
- Bañado Norte
- Barrio Nuevo
- Belgrano
- Berón de Astrada
- Cacique Canindeyú (Las Tejas)
- Camba Cuá
- Canal 13
- Catamarca
- Centro
- Cíchero
- Ciudad de Arequipa
- Ciudad de Estepa
- Ciudades Correntinas
- Codepro
- Collantes (Barrio Jardín)
- La Vizcacha
- Concepción
- Cremonte
- Cristóbal Colón
- Deportes
- Docente
- Dr. Luis Federico Leloir
- Dr. Montaña
- Dr. Nicolini
- Esperanza
- Ferré
- Flier
- Fray José de la Quintana
- Galván
- Gral. Güemes
- Gral. San Martín
- Hipódromo
- Independencia
- Industrial
- Irupé
- Islas Malvinas
- Itatí
- Jardín
- José María Ponce
- Juan de Vera
- Juan XXIII
- La Cruz
- La Olla
- La Rozada
- Laguna Soto
- Laguna Brava
- Laguna Seca
- Las Rosas
- Las Tejas
- Libertad
- Loma Linda
- Loma Alta
- Lomas
- Lomas del Mirador
- Luz y Fuerza
- Madariaga
- Molina Punta
- Néstor Kirchner
- Ntra. Sra. de Asunción
- Ntra. Sra. de Guadalupe
- Ntra. Sra. de Pompeya
- Ongay
- Paloma de la Paz
- Parque Cadenas
- Parque Ing. Serantes
- Pío X
- Piragine Niveyro
- Pirayuí
- Plácido Martínez
- Popular
- Primera Junta
- Progreso
- Pueblito Buenos Aires
- Pujol
- Quinta Ferré
- República de Venezuela
- Residencial Santa Rosa
- Río Paraná
- San Antonio
- San Benito
- San Gerónimo
- San Ignacio
- San Jorge
- San José
- San Marcelo
- San Marcos
- San Martín
- San Roque
- Santa Fe
- Santa María
- Santa Rita
- Santa Rosa
- Santa Teresita
- Sapucay
- Sargento Cabral
- Sector Golf - Laguna Soto
- Serantes
- Sur
- Tambor de Tacuarí
- Unión
- Universitario
- UNNE - Campus Universitario
- UNNE - Eragia
- Víctor Colas
- Villa Celia
- Villa Chiquita
- Villa García
- Villa Patono
- Villa Raquel
- Virgen de los Dolores
- Yapeyú

## Història
El 1516 Juan Díaz de Solís manar la primera expedició per arribar a la zona poblada principalment per aborígens guaranís, però la seva expedició va ser atacada i Solís va morir en l'aventura.

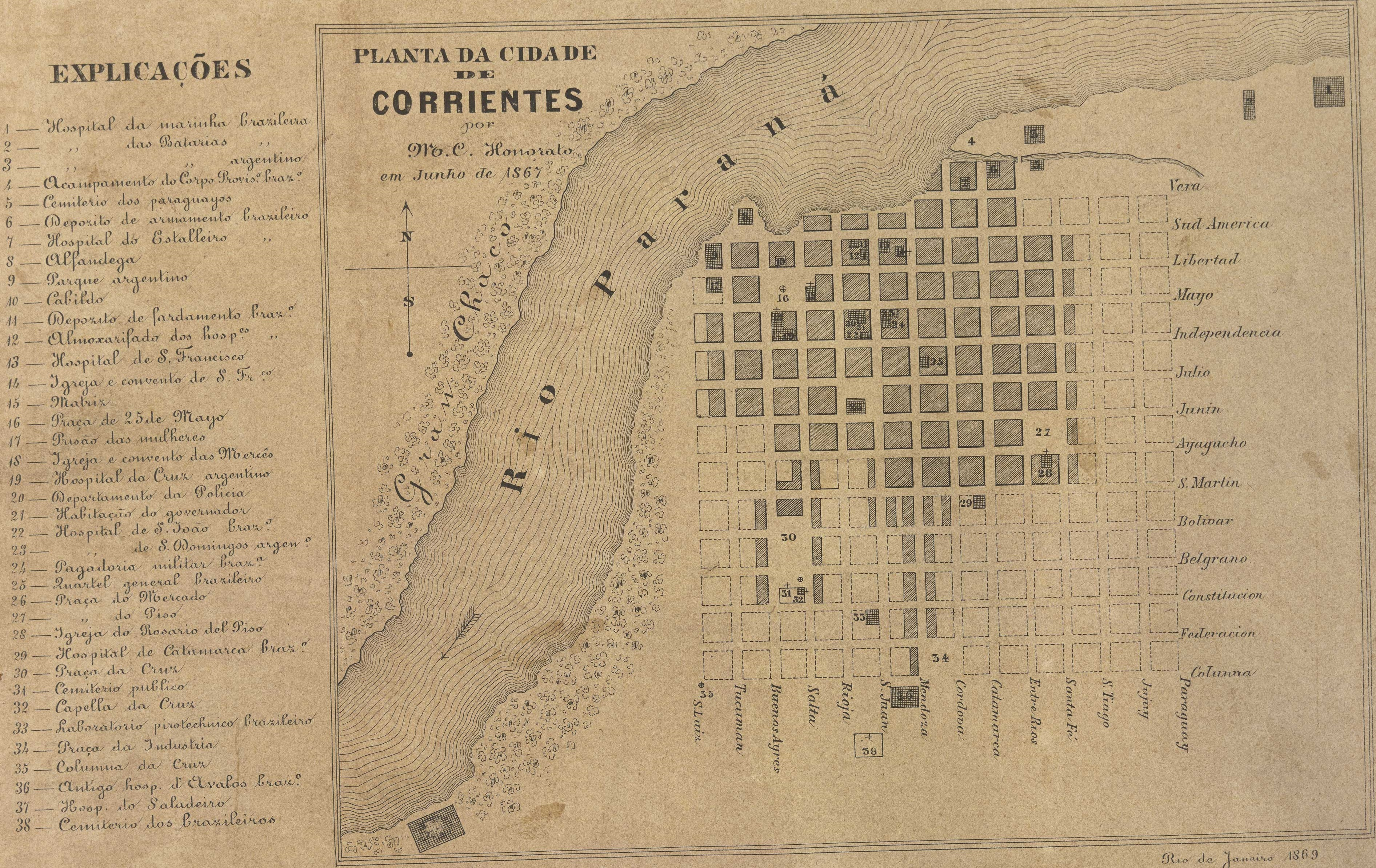
Plànol de la ciutat de Corrientes del juny de 1867.

Sebastià Cabot establí el 1527 el fort Sancti Spiritu aigües amunt del riu Paraná i, el 1536, Pedro de Mendoza arribar al nord fins a la conca del riu, buscant les Sierras de la Plata.
La ciutat de Corrientes, va ser fundada per Juan Torres de Vera y Aragón el diumenge 3 d'abril de 1588, amb el nom de Ciudad de Vera com consta de la seva acta de fundació, on en part d'ella s'expressa: «...fundo y asiento y pueblo la ciudad de Vera en el sitio que llaman de las Siete Corrientes provincia del Paraná y el Tape...». Juan Torres de Vera i Aragó fundà el 3 d'abril de 1588 San Juan de Vera de las Siete Corrientes, que posteriorment fou reduït a Corrientes. Els "set corrents" es refereixen a les set penínsules a la vora del riu en aquest lloc, que produïen corrents salvatges que dificultaven la navegació del riu per aquesta part.
Malgrat tot, la seva posició entre Asunción (a l'actual Paraguai) i Buenos Aires feu de Corrientes un lloc estratègic rellevant, sobretot a causa de les seves terres de 55 metres d'alçada que impedeixen inundacions quan el nivell de l'aigua augmenta.
El 1615 els jesuïtes es van establir a prop del riu Uruguai. El 1807 la ciutat va resistir les invasions britàniques. Durant la guerra d'independència argentina va estar en conflicte permanent amb el govern centralista de Buenos Aires, però la guerra paraguaiana els va unir després que la ciutat fos atacada per les forces paraguaianes el 1865.

## Galeria

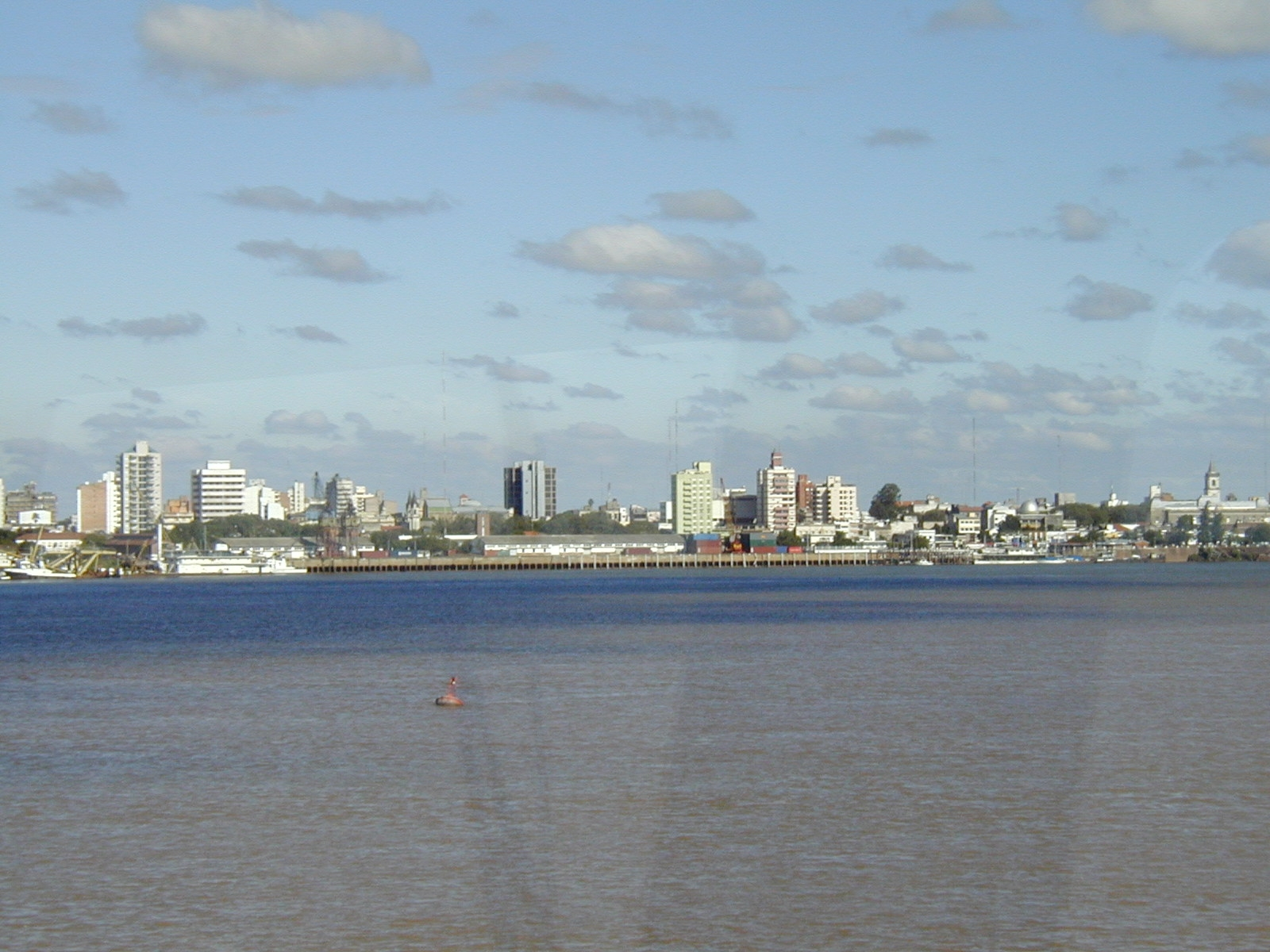
Vista del passeig marítim de Corrientes
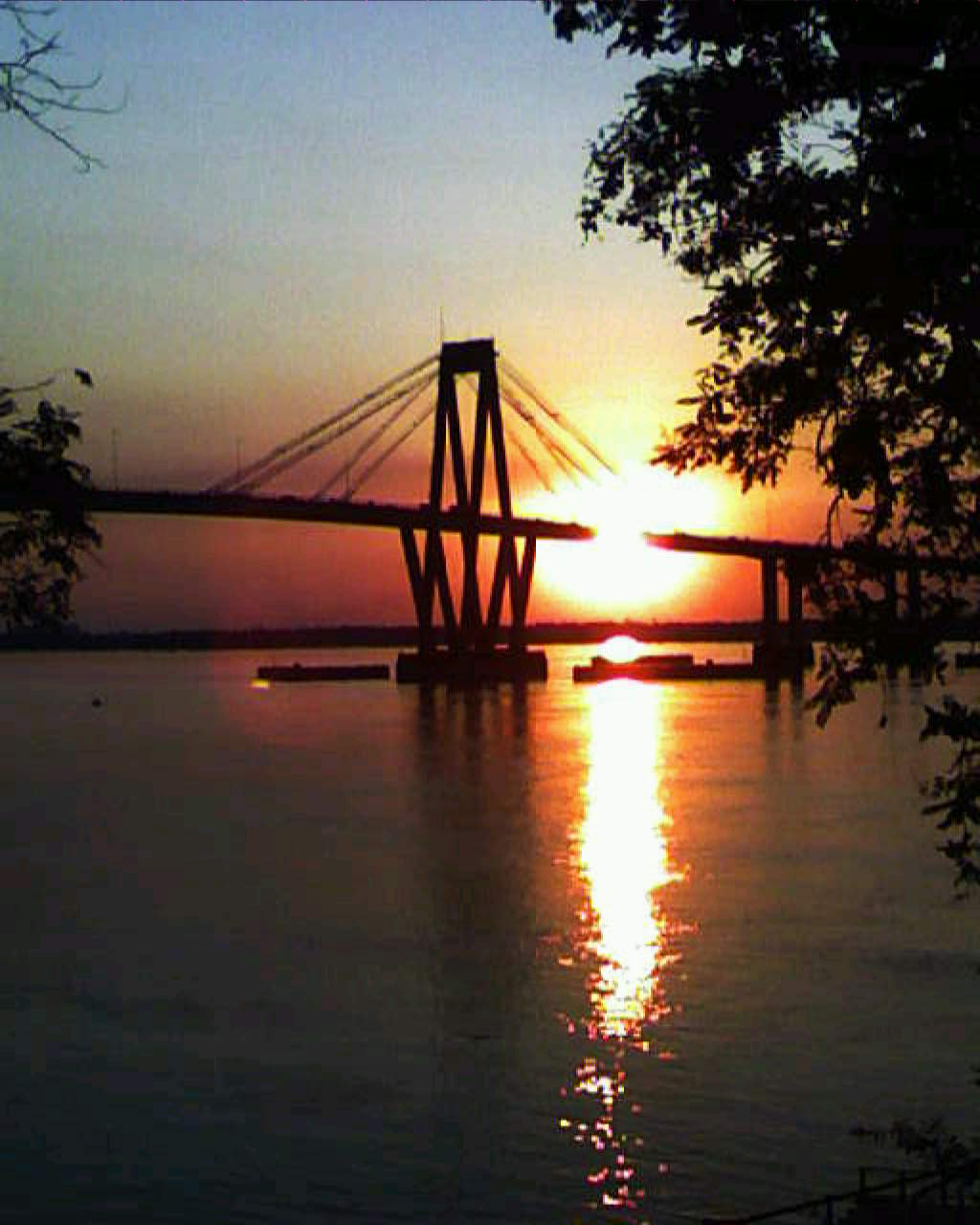
El pont Belgrano
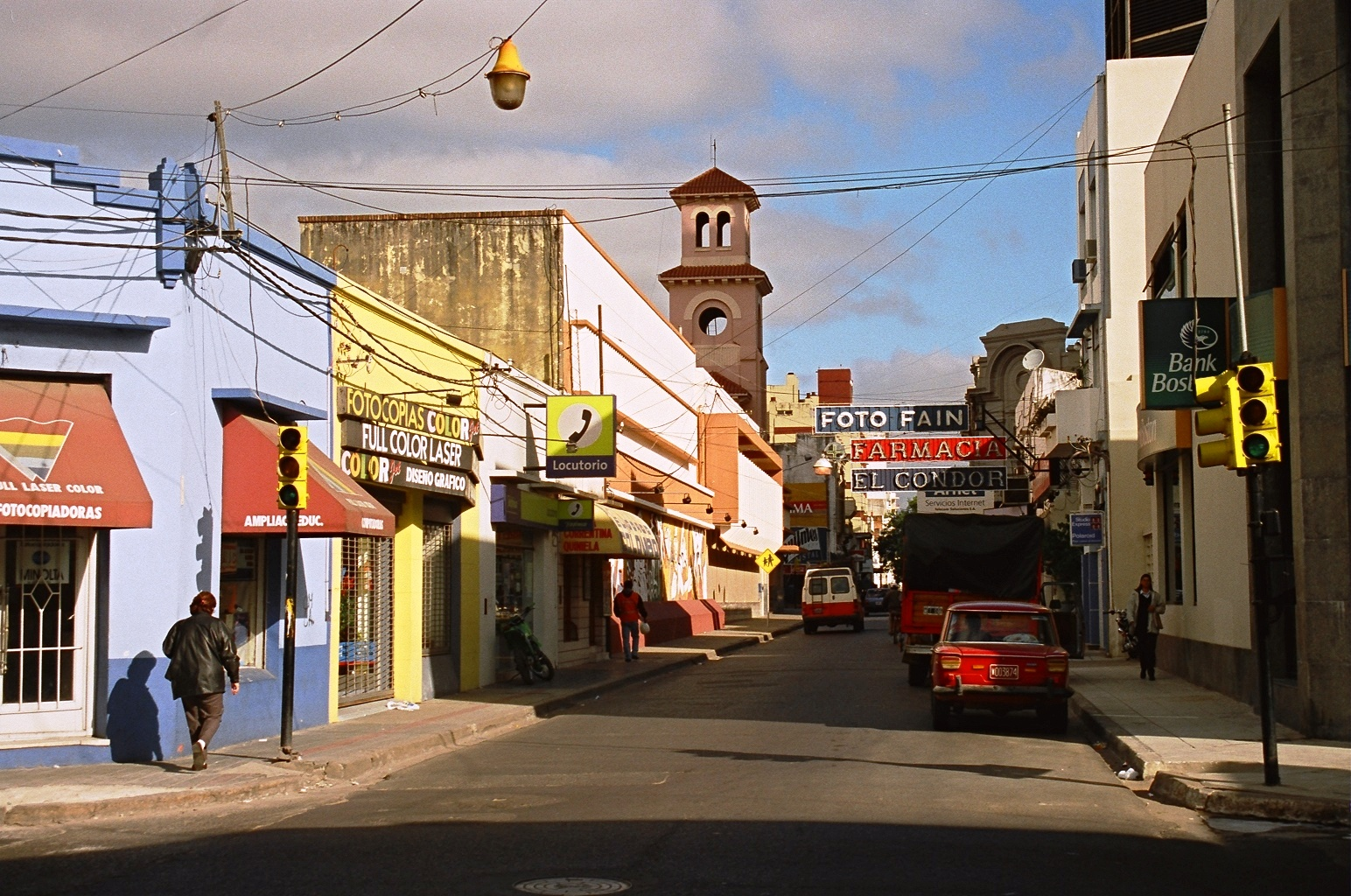
Un carrer de tons pastel prop del centre de Corrientes
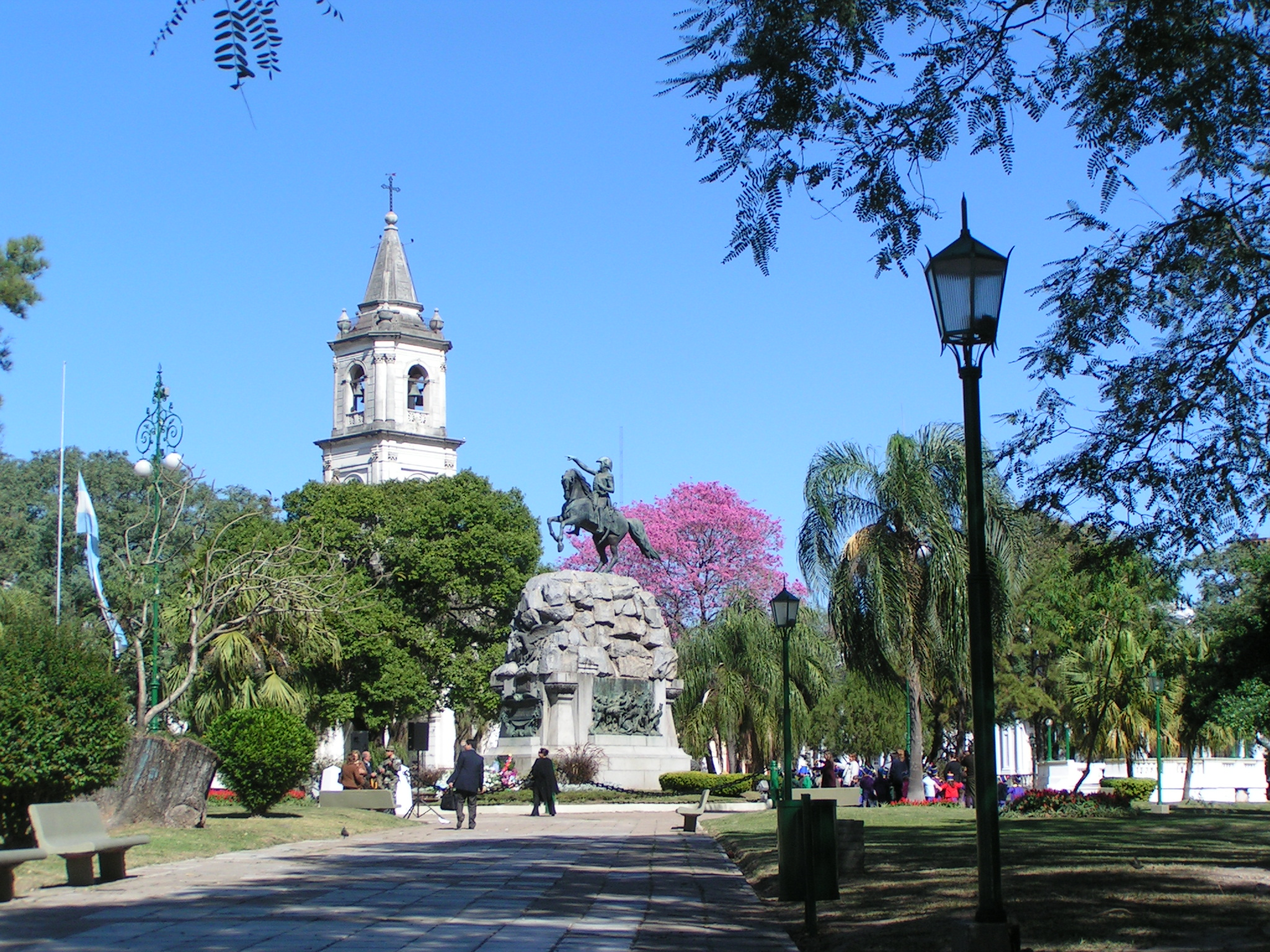
Plaça 25 de Mayo, Corrientes
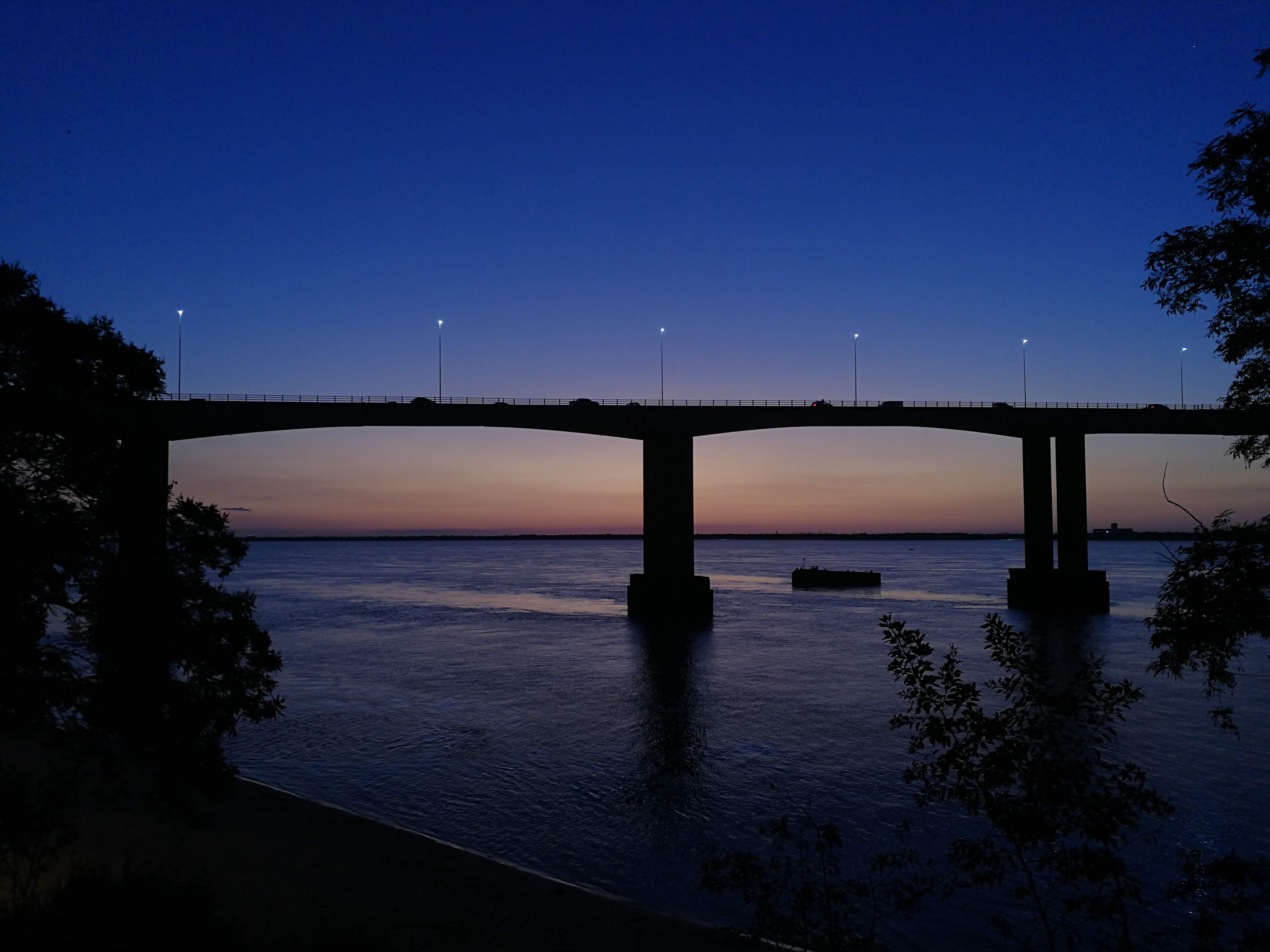
Aquesta és una imatge del pont Belgrano durant la posta de sol.
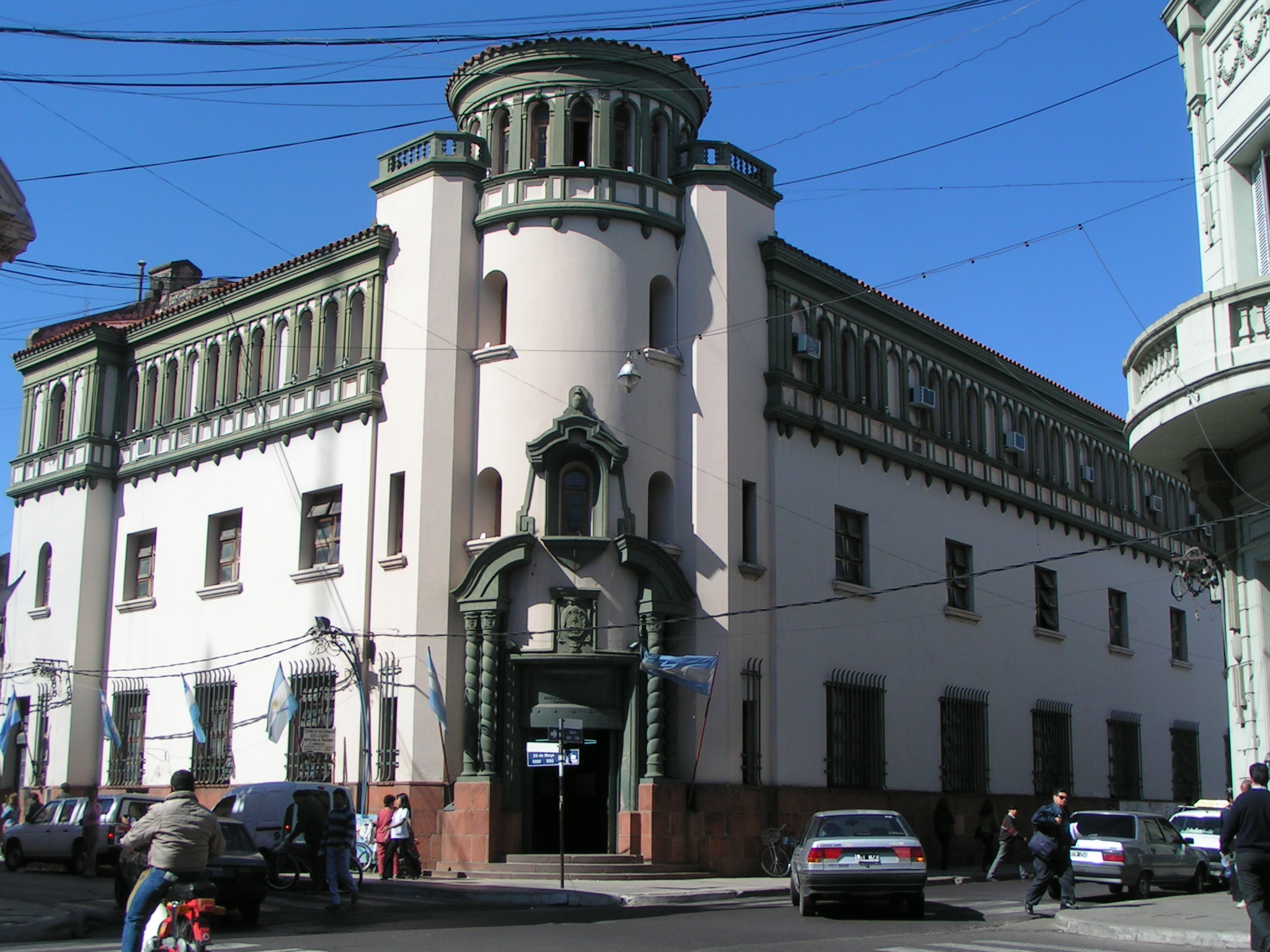
El Ministeri Provincial d'Economia
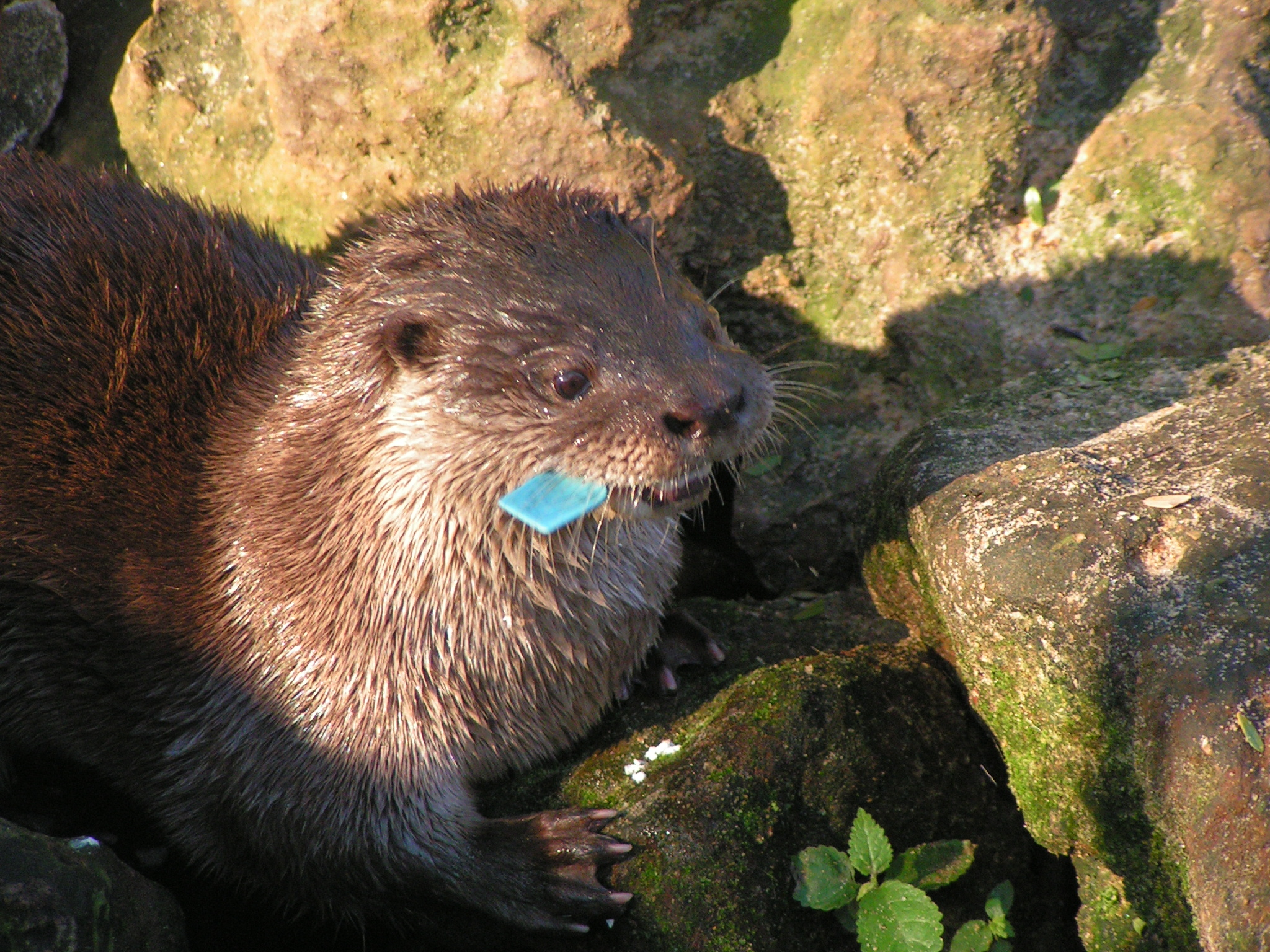
Llúdriga al zoo de Corrientes